# Пакацкий, Гавриил Абрамович
Гавриил Абрамович Пакатский (также Покатский или Пакацкий; 1756—1840) — духовный поэт, переводчик.

## Биография
Окончил Новгородскую духовную семинарию. В 1783 году принял священный сан. Служил священником храма во имя Святых равноапостольных царей Константина и Елены при Санкт-Петербургских богадельнях. Полностью лишился зрения.
В 1789 году написал поэтический перевод «Благоразумный гражданин, или Напутствие человеку, вступающему в должности общежития», посвящённый петербургскому губернатору Петру Коновницыну.
Первым стихотворным опытом Пакацкого было участие в сборнике ораторских упражнений «Забавная игра умов…» (1791—1792, ч. 1—2).
Автор поэтических сборников «Зримый свет в стихах, или Возницающая Аврора…» (1805), «Священная поэма, состоящая из девяти песней, воспетых устами богодухновенных человеков во славу Триединаго, Всемогущаго, Премудраго и Преблагаго Бога на случай торжественнаго со всеми европейскими державами и с Персией замирения и на окончание войны с Наполеоном», «Поэма. Плач Иеремии», посвящённая пожару и разорению Москвы французами, ряд поэтических переложений библейских книг.
Были изданы «Поэма Плач Иеремии, переложенный стихами священником Гавриилом Пакатским» (СПб., 1814), «Книга Премудрости Иисуса, сына Сирахова, переложенная в стихи лишенным зрения священником Гавриилом Пакатским» (СПб., 1825).
В 1818 году издал «Псалтирь в стихах». В 1829 году появилось его поэтическое переложение Великого покаянного канона Преподобного Андрея Критского — «Благочестивое говеющим занятие, или Канон Андрея Критскаго Иерусалимита, преложенный стихами Церкви Святых равноапостольных царей Константина и Елены, что при градских богадельнях, лишенным зрения священником Гавриилом Пакатским».
За «Псалтирь в стихах» в 1819 году был награждён Российской академией по изучению русского языка и словесности.
В 1829 году за поэтическое переложение Великого покаянного канона Преподобного Андрея Критского получил денежное вознаграждение академии в размере 650 рублей.
В 1825 году вышла его «Книга премудрости Иисуса сына Сирахова, заключающую в себе наилучшие нравоучения, переложенную в стихи…», посвящённая российской императрице Марии Федоровне.
В 1829 году было издано «Благочестивое говеющих занятие, или Канон Андрея Критского Иерасулимита» (СПб., 1829; позднее вышло шесть изданий).
Ряд исследователей предполагают, что Покацкий является автором «Приказа моему привратнику», написанного в ответ на стихотворение Гавриила Державина «Наказ привратнику».